# Coolio
Артіс Леон Айві молодший (англ. Artis Leon Ivey Jr., 1 серпня 1963 — 28 вересня 2022), відоміший під творчим псевдонімом Coolio — американський репер, актор та музичний продюсер. Успіх Coolio здобув у середині 1990-х років, коли вийшов його сингл Gangsta's Paradise (1995), за який він отримав нагороду Греммі. Він також відомий як виконавець головної музичної теми серіалу Кенан і Кел. Крім того, Coolio вів кулінарне шоу «Cookin' with Coolio» і видав власну кулінарну книгу.

## Творча біографія
Перші два сингли «Watcha Gonna Do» і «You're Gonna Miss Me» Coolio записав 1987 року. 1991 року він приєднався до гурту WC and the Maad Circle, лідером якого був репер WC. Брав участь у записі альбому цього гурту.
1994 року Coolio підписав контракт з лейблом Tommy Boy Records і випустив свій перший сольний альбом It Takes a Thief. Сингл з цього альбому «Fantastic Voyage» отримав потужну ротацію на MTV, досяг першої сходинки чарту Billboard Hot 100 і загалом став однією з найпопулярніших реп-композицій року. Альбом став платиновим і досяг 8-ї позиції у рейтингу Billboard 200.
1995 року Coolio разом з R&B співаком LV створив для фільму Небезпечні думки пісню «Gangsta's Paradise». Вона стала однією з найуспішніших реп-композицій усіх часів, утримуючись впродовж трьох тижнів на першому місці чарту Billboard Hot 100. «Gangsta's Paradise» став найпопулярнішим синглом 1995 року у США, Сполученому Королівстві, Ірландії, Франції, Німеччині, Італії, Швеції, Австрії, Нідерландах, Норвегії, Швейцарії, Австралії і Новій Зеландії. 1996 року Coolio отримав за «Gangsta's Paradise» премію Греммі за найкраще виконання репу соло.
Альбом Gangsta's Paradise, до якого увійшов однойменний трек, вийшов 1995 року і став двічі платиновим. Композиції «1, 2, 3, 4 (Sumpin' New)» і «Too Hot» з цього альбому також стали хітами. Coolio отримав за цей альбом Греммі за найкращий запис року.
1996 року пісня Coolio «It's All the Way Live (Now)» з саундтреку до фільму «Едді» теж стала хітом.
1996 року Coolio разом з іншими музикантами взяв участь у записі диску America is Dying Slowly, який мав на меті привернути увагу до проблеми поширення СНІДу серед афроамериканців. Того ж року він записав головну музичну тему серіалу Кенан і Кел, який йшов на каналі Nickelodeon чотири сезони.
Третій сольний альбом Coolio My Soul вийшов 1997 року. Незважаючи на те, що альбом містив новий хіт «C U When U Get There» і став платиновим, він не зміг повторити успіх попередніх двох дисків. Після цього Coolio став видавати свої альбоми незалежно. Жоден з них не потрапив до чартів Billboard.
2006 року пісня «Gangsta Walk» у виконанні Coolio і Snoop Dogg дійшла до 67-ї сходинки і британському хіт-параді поп-музики. Це стало найбільшим успіхом виконавця з часів Gangsta's Paradise.
У 2000-х роках Coolio брав участь у телевізійних реаліті-шоу і талант-шоу Comeback — Die große Chance, Celebrity Big Brother, Ultimate Big Brother, Rachael vs. Guy: Celebrity Cook-Off, Wife Swap, Tipping Point: Lucky Stars. Крім того, Coolio вів кулінарне шоу Cookin' with Coolio і видав власну кулінарну книгу.

## Дискографія

### Студійні альбоми
- 1994 — It Takes a Thief
- 1995 — Gangsta's Paradise
- 1997 — My Soul
- 2001 — Coolio.com
- 2002 — El Cool Magnifico
- 2006 — The Return of the Gangsta
- 2008 — Steal Hear
- 2009 — From the Bottom 2 the Top
- 2015 — Hotel C.

### Альбоми у співпраці
- 1991 — Ain't a Damn Thang Changed разом з WC and the Maad Circle

### EP
- 2017 — Long Live the Thief

## Фільмографія
| Рік  |   | Українська назва                                         | Оригінальна назва                                        | Роль          |
| ---- | - | -------------------------------------------------------- | -------------------------------------------------------- | ------------- |
| 1996 | ф | Dear God                                                 | Dear God                                                 | Джерард       |
| 1996 | ф | Phat Beach                                               | Phat Beach                                               |               |
| 1997 | ф | Бетмен і Робін                                           | Batman & Robin                                           |               |
| 1997 | ф | An Alan Smithee Film: Burn Hollywood Burn                | An Alan Smithee Film: Burn Hollywood Burn                |               |
| 1999 | ф | Judgment Day                                             | Judgment Day                                             | Лютер Люцифер |
| 2000 | ф | Submerged                                                | Submerged                                                |               |
| 2000 | ф | The Convent                                              | The Convent                                              | офіцер Старкі |
| 2000 | ф | China Strike Force                                       | China Strike Force                                       |               |
| 2000 | ф | Shriek If You Know What I Did Last Friday the Thirteenth | Shriek If You Know What I Did Last Friday the Thirteenth |               |
| 2000 | ф | Лепрекон 5: Сусід                                        | Leprechaun: In the Hood                                  |               |
| 2001 | ф | Вірус кохання                                            | Get Over It                                              |               |
| 2001 | ф | Perfume                                                  | Perfume                                                  |               |
| 2001 | ф | In Pursuit                                               | In Pursuit                                               |               |
| 2002 | ф | Stealing Candy                                           | Stealing Candy                                           |               |
| 2003 | ф | Шибайголова                                              | Daredevil                                                |               |
| 2003 | ф | Червона вода                                             | Red Water                                                |               |
| 2004 | ф | Dracula 3000                                             | Dracula 3000                                             |               |
| 2004 | ф | A Wonderful Night in Split                               | A Wonderful Night in Split                               |               |
| 2005 | ф | Pterodactyl                                              | Pterodactyl                                              |               |

## Нагороди

### American Music Awards
| Рік  | Номіновано | Нагорода                                    | Результат |
| ---- | ---------- | ------------------------------------------- | --------- |
| 1996 | Coolio     | Найкращий виконавець у жанрі реп чи хіп-хоп | Перемога  |
| 1997 | Coolio     | Найкращий виконавець у жанрі реп чи хіп-хоп | Номінація |

### Греммі
| Рік  | Номіновано                 | Нагорода                                          | Результат |
| ---- | -------------------------- | ------------------------------------------------- | --------- |
| 1995 | «Fantastic Voyage»         | Найкраще виконання репу соло                      | Номінація |
| 1996 | «Gangsta's Paradise»       | Запис року                                        | Номінація |
| 1996 | «Gangsta's Paradise»       | Найкраще виконання репу соло                      | Перемога  |
| 1997 | Gangsta's Paradise         | Найкращий реп-альбом                              | Номінація |
| 1997 | «1, 2, 3, 4 (Sumpin' New)» | Найкраще виконання репу соло                      | Номінація |
| 1997 | «Stomp»                    | Найкраще вокальне R&B виконання дуетом або групою | Номінація |

### MTV Video Music Award
| Рік  | Номіновано                 | Нагорода                   | Результат |
| ---- | -------------------------- | -------------------------- | --------- |
| 1994 | «Fantastic Voyage»         | Найкраще реп-відео         | Номінація |
| 1996 | «Gangsta's Paradise»       | Найкраще реп-відео         | Перемога  |
| 1996 | «Gangsta's Paradise»       | Найкраще відео з фільму    | Перемога  |
| 1996 | «Gangsta's Paradise»       | Вибір глядачів             | Номінація |
| 1996 | «1, 2, 3, 4 (Sumpin' New)» | Найкраще танцювальне відео | Перемога  |
| 1996 | «1, 2, 3, 4 (Sumpin' New)» | Найкраще чоловіче відео    | Номінація |